# Sylvie Imbert
Sylvie Imbert es una maquilladora de cine francesa afincada en España, ganadora de tres premios Goya al mejor maquillaje y peluquería. No pudo estudiar cinematografía en París por la negativa de sus padres. Durante la década de los 80 se estableció en España y comenzó a trabajar como traductora en películas estadounidenses que se rodaban en el país. Al estar tanto tiempo en los rodajes en contacto con actores y maquilladores, encontró su verdadera pasión. Inició su trabajo profesional en Malena es un nombre de tango (1996) y Abre los ojos (1997),  que fue nominada por primera vez a los premios Goya. Fue nuevamente nominada en su trabajo en Los girasoles ciegos (2008). En 2012 obtuvo su primer premio Goya al mejor maquillaje y peluquería por la película Blancanieves del director Pablo Berger, y también ese mismo año fue nominada al premio Goya por El artista y la modelo de Fernando Trueba. En el año 2015 volvería a ganar el Goya por Nadie quiere la noche de Isabel Coixet y en el 2019 le volvería a ganar por The Man Who Killed Don Quijote de Terry Gillian. En 2017 fue galardonada con el Premio Ricardo Franco del Festival de Málaga.[cita requerida]
Además ha trabajado en el maquillaje de otros largometrajes como El principio de Arquímedes (2004), La piel que habito (2011), y La llamada (2017), así como el de algunas series de televisión como Buscando el norte (2016), Paquita Salas (2018) y Criminal: Spain para Netflix.[cita requerida]

## Filmografía
- Malena es un nombre de tango (1996)
- Abre los ojos (1997)
- El príncipe del Pacífico (2000)
- Salvajes (2001)
- Nada fácil (2003)
- Sansa (2003)
- El misterio Galíndez (2003)
- El principio de Arquímedes (2004)
- Frío sol de invierno (2004)
- Heroína (2005)
- 20 centímetros (2005)
- Atropello (2006)
- La educación de las hadas (2006)
- La sombra de nadie (2006)
- Mallorca's Song (2007)
- Los girasoles ciegos (2008)
- Un buen hombre (2009)
- La piel que habito (2011)
- Ángel o demonio (2011). Serie.
- 1395 días sin rojo (2011)
- De tu ventana a la mía (2011)
- Blancanieves (2012)
- Los amantes pasajeros (2013)
- Nadie quiere la noche (2015)
- B, la película (2015)
- Buscando el norte (2016). Serie.
- Abracadabra (2017)
- La llamada (2017)
- El hombre que mató a don Quijote (2018)
- Paquita Salas (2018). Serie.
- El árbol de la sangre (2018)
- Juanita (2018)
- El cuento de las comadrejas (2019)
- Madre (2019)
- Criminal: Reino Unido (2019)
- Criminal: España (2019)
- Criminal: Francia (2019)
- Criminal: Alemania (2019)
- Narcos: México (2020)
- 30 Monedas (2020)
- ¡A todo tren! Destino Asturias (2021)
- La fortuna (2021)
- Sagrada Familia (2022). Serie.
- Te esperaré en Venus (2023)
- Cristóbal Balenciaga (2024). Miniserie.
- La familia Benetón (2024)
- Tu madre o la mía: Guerra de suegras (2024)
- Zorro (2024). Serie.
- Lucky Luke (2025)
- Comandante Fritz (2025)

## Premios
| Año  | Premios                 | Categoría                          | Película                         | Resultado |
| ---- | ----------------------- | ---------------------------------- | -------------------------------- | --------- |
| 1997 | Premios Goya            | Mejor maquillaje y peluquería      | Abre los ojos                    | Nominada  |
| 2009 | Premios Goya            | Mejor maquillaje y peluquería      | Los girasoles ciegos             | Nominada  |
| 2012 | Premios Goya            | Mejor maquillaje y peluquería      | Blancanieves                     | Ganadora  |
| 2012 | Premios Goya            | Mejor maquillaje y peluquería      | El artista y la modelo           | Nominada  |
| 2013 | Premios Gaudí           | Mejor maquillaje y peluquería      | Blancanieves                     | Nominada  |
| 2015 | Premios Goya            | Mejor maquillaje y peluquería      | Nadie quiere la noche            | Ganadora  |
| 2016 | Premios Gaudí           | Mejor maquillaje y peluquería      | Nadie quiere la noche            | Ganadora  |
| 2017 | Festival de Málaga      | Premio Ricardo Franco              |                                  | Ganadora  |
| 2018 | Premios Goya            | Mejor maquillaje y peluquería      | Abracadabra                      | Nominada  |
| 2019 | Premios Goya            | Mejor maquillaje y peluquería      | El hombre que mató a don Quijote | Ganadora  |
| 2019 | Premios Sur (Argentina) | Mejor maquillaje y caracterización | El cuento de las comadrejas      | Nominada  |